# Aeropuerto Internacional de Maiquetía Simón Bolívar
Aeropuerto Internacional de Maiquetía Simón Bolívar (IATA: CCS, ICAO: SVMI)  is de belangrijkste en drukste luchthaven van Venezuela. Hij ligt op 21 kilometer van het centrum van de hoofdstad Caracas. Naar de stad waar hij vroeger onder viel wordt hij ook aangeduid als Maiquetía.
Het is een van de twaalf internationale luchthavens in het land en is een hub voor vluchten naar een groot aantal bestemmingen in de Amerika's, het Caribisch Gebied en Europa.

## Geschiedenis
De luchthaven werd in 1945 geopend als Aeropuerto Internacional de Maiquetía. In het verleden werd hij regelmatig aangedaan door de Engels-Franse Concorde.
In de jaren zeventig werd er een internationale terminal gebouwd om de capaciteit van de luchthaven te verhogen. In de jaren tachtig werd hiernaast ook nog een binnenlandse terminal geopend.
Sinds 2000 heeft de luchthaven meerdere grote veranderingen ondergaan om te voldoen aan internationale standaarden, en om de doorstroming van passagiers, de beveiliging en de douane te verbeteren. Veiligheidsmaatregelen hebben de hoogste prioriteit gekregen sinds de aanslagen in de VS op 11 september 2001, waardoor de vertrek- en aankomstgebieden nu volledig gescheiden zijn over twee verdiepingen.
Als onderdeel van een uitbreidingsplan werden er nieuwe internationale gates gebouwd, alsmede een hotel dat op de plaats van een voormalige parkeerplaats werd gebouwd.

## Bereikbaarheid
In de jaren vijftig, onder het regime van Marcos Pérez Jiménez werd het wegtransport van en naar de luchthaven verbeterd door de aanleg van de Autopista Caracas - La Guaira. De spoorweg tussen La Guaira en Caracas, gebouwd in de 19e eeuw, werd echter gesloten. In mei 2007 werd een Maglev verbinding voorgesteld om Caracas te verbinden met La Guaira and en de luchthaven.